# ماتوئی پتروویچ برونستین
ماتوئی پتروویچ برونستین (روسی: Матве́й Петро́вич Бронште́йн؛ ۲۹ نوامبر ۱۹۰۶ – ۱۸ فوریهٔ ۱۹۳۸) فیزیک‌دان نظری اهل اتحاد جماهیر شوروی سوسیالیستی که پیشگام گرانش کوانتومی بود. کتاب هایی درباره اخترفیزیک، نیم‌رساناها، الکترودینامیک کوانتومی، کیهان‌شناسی و بعلاوه تعدادی کتاب popular science برای کودکان تالیف نموده است.
در اوت ۱۹۳۷ در جریان پاکسازی بزرگ برونستین دستگیر شد و در فوریه ۱۹۳۸ تیرباران شد.